# De koningin van de zwarte Alfen
De koningin van de zwarte Alfen is het zesde stripalbum uit de Thorgal-parallelreeks De werelden van Thorgal: Wolvin. De strip werd voor het eerst uitgegeven bij Le Lombard in oktober 2016. Het album is getekend door Roman Surzhenko met scenario van Yann.

## Verhaal
Als Wolvin op zoek gaat naar haar vader ontmoet ze de dwerg Tjahzi, die hulp zoekt, omdat de zwarte alfen het land van de dwergen bezet houden en hun wreed overheersen. Het avontuur waar Wolvin zich in stort brengt haar wildste kant naar boven.